# مسييه 88

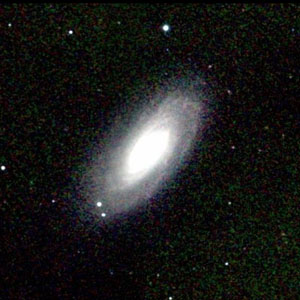

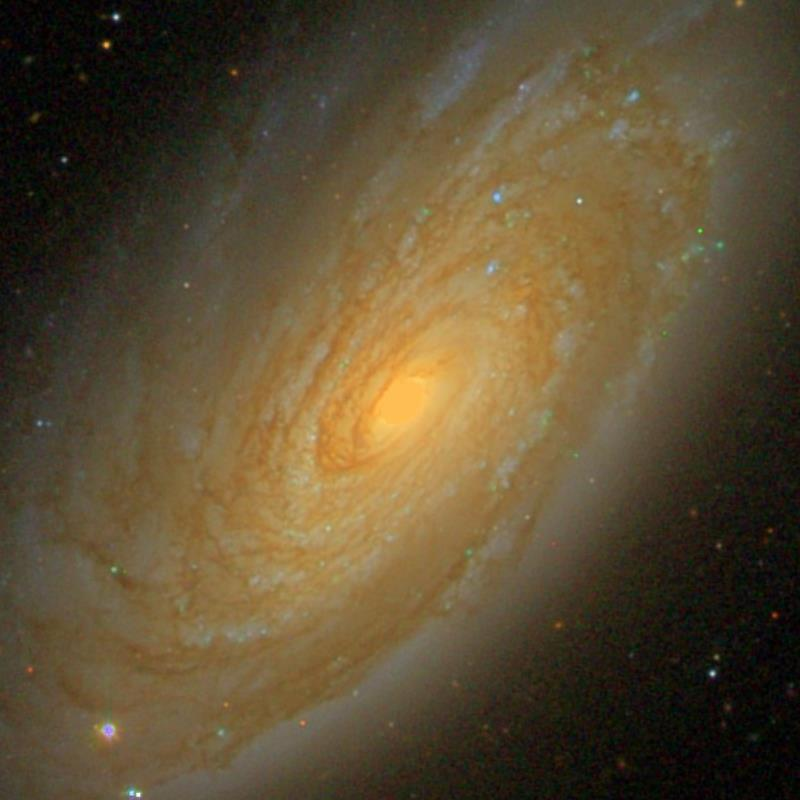
مسييه 88

مسييه 88 أو م88 (بالإنجليزية: Messier 88 أوM88 أو NGC 4501) هي مجرة حلزونية تبعد عن الأرض نحو 47 مليون سنة ضوئية وتوجد في كوكبة الهلبة. اكتشفها شارل مسييه عام 1781 وسجلها في فهرسه عن المذنبات تحت رقم 88.

## خصائصها
تعتبر هذه المجرة واحدة من ضمن 15 جرم سماوي أحصاها شارل مسييه اعتقادا منه آنذاك بأنهم من المذنبات ونعرق منذ العشرينيات من القرن العشرين بفضل العالم إدوين هابل أنهم يشكلون تجمع مجرات العذراء. ورقم المجرة مسييه 88 في قائمة تجمع مجرات العذراء (Virgo Cluster Catalogue (VCC والذي يضم 2096 من المجرات هو رقم 1401
.
وتدور المجرة مسييه 88 بالنسبة إلى مركز التجمع الذي يضم عدة من المجرات الإهليجية الكبيرة مثل مسييه 87 في مدار بيضوي وتقترب من مركز التجمع خلال ال 250 مليون سنة القادمة. ويعمل حجم تلك المجرة وحركتها على ابتلاع غاز الهيدروجين الكوني المنتشر بين ذلك التجمع، وقد اكتشف ذلك الجذب الحادث للهيدروجين المتعادل في المنطقة الغربية من حافة المجرة مسييه 88.

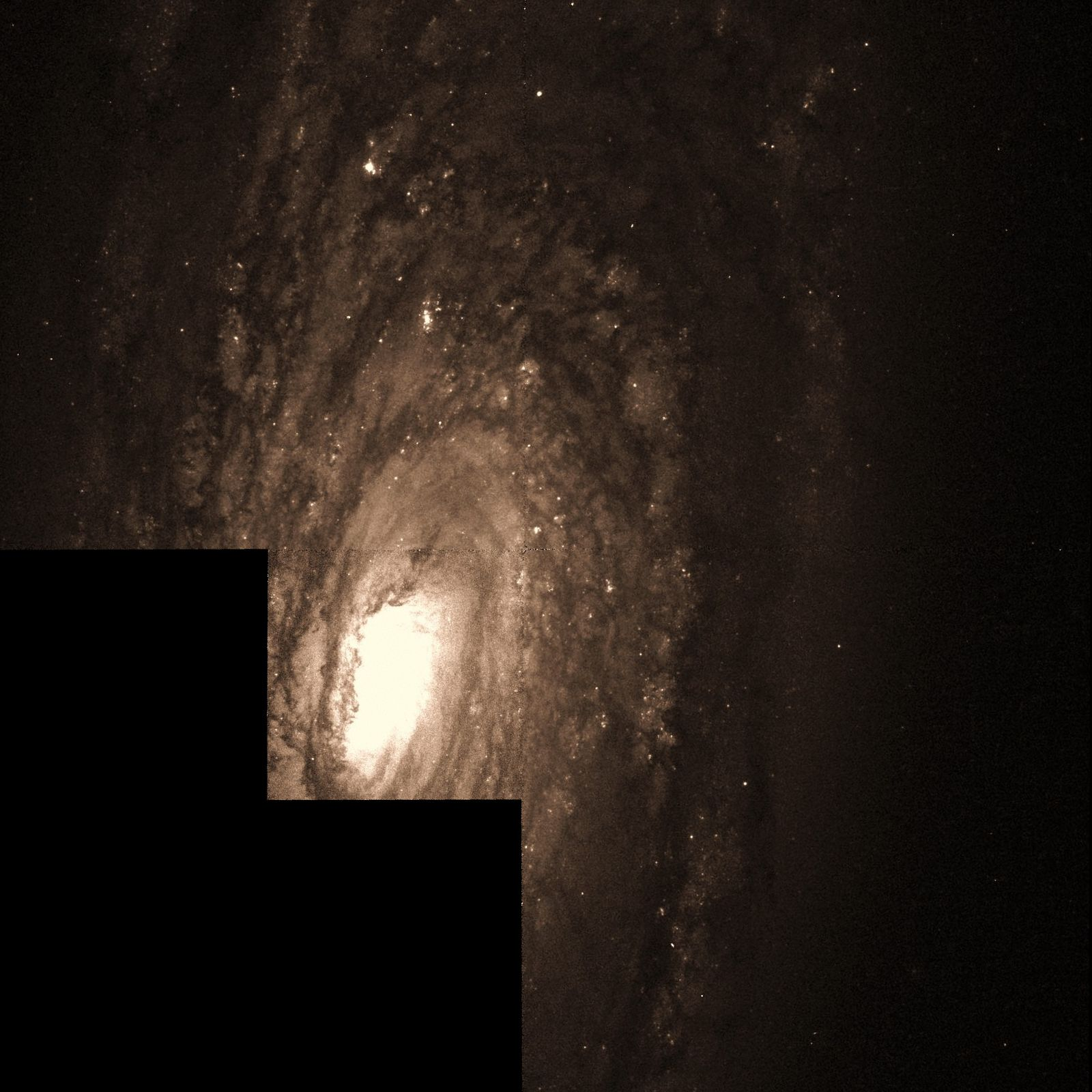
M88 by مرصد هابل الفضائي

ويميل مستوى تلك المجرة القرصية الشكل بزاوي مقدارها 64 درجة بالنسبة لاتجاه رؤيتها من الأرض. وتبدو أذرعة المجرة بوضوح للتلسكوبات الكبير ويمكن تفقدها حتي أطرافها القريبة من مزكز المجرة مسيية 88. وتبلغ سرعة الغاز نحو 240 كيلومتر / ثانية.
وقد صنف العلماء المجرة مسييه 88 بأنها من النوع 2 ل مجرة زايفارت نظرا لما تشعه من طيف ضيق ناشئا عن حالة تأين شديدة للغاز بالقرب من مركز م88. والحوصلة المركزية لها كثيفة يبلغ قطرها نحو 230 بارسيك ويتميز بمنطقتين عالية الإشعاع ناشئة عن اجتذاب مادة من الأذرع المحيطة بها.
ويتبين المشاهدة وجود ثقب أسود هائل في مركز مسييه 88 تصل كتلته إلى نحو 80 مليون كتلة شمسية.
وقد اكتشف عام 1999 مستعر عظيم في أحد نجوم المجرة م88 وسمي المستعر الأعظم 1999cl.
- الاتساع: 9و6 دقيقة قوسية في 7و3 دقيقة قوسية
- درجة اللمعان: 4و10 قدر ظاهري،
- سرعة البتعاد : 2281 كيلومتر /ثانية
- بعدها عن الأرض : 47 مليون سنة ضوئية
- تتبع تجمع مجرات العذراء

وترجع التسمية NGC 4501 إلى الفهرس العام الجديد.

## اقرأ أيضا
- مجرة إهليجية
- مجرة حلزونية
- مجرة محدبة
- نجم
- مستعر أعظم
- مجرة
- قزم أبيض
- عملاق أحمر
- الانفجار العظيم
- خط زمني للانفجار العظيم
- نجم نيوتروني
- ثقب أسود

## وصلات خارجية
- موقع الكون